# Porgy and Bess
Porgy and Bess è un'opera di George Gershwin, per il libretto di DuBose Heyward, e testi di Ira Gershwin e Heyward. La storia è basata sul romanzo di Heyward Porgy e sull'omonimo lavoro teatrale che egli scrisse con la moglie Dorothy, che descrive la vita degli afroamericani nell'immaginaria strada di Catfish Row a Charleston, Carolina del Sud all'inizio degli anni trenta.

## Storia
Porgy and Bess narra la storia di Porgy, un uomo nero zoppo dei sobborghi ("slum") di Charleston e il suo tentativo di salvare Bess dalle grinfie di Crown, il suo protettore, e Sportin' Life, lo spacciatore. Originariamente concepita da Gershwin come una "American folk opera" ("opera popolare Americana") il lavoro fu rappresentato la prima volta il 30 settembre del 1935 nel Colonial Theatre di Boston con il baritono Todd Duncan, il soprano Anne Brown, il baritono Warren Coleman, il tenore John W. Bubbles, il soprano Abbie Mitchell, Henry Davis, il soprano Ruby Elzy, Edward Matthews, Edward Matthews, Georgette Harvey, Helen Dowdy, J. Rosamond Johnson e George Lessey diretto da Alexander Smallens ed il 10 ottobre all'Alvin Theatre di New York per Broadway, ma non fu accettato negli Stati Uniti come opera legittima fino ai tardi anni '70 e '80: ora è considerata parte del repertorio operistico popolare. Porgy and Bess è anche regolarmente rappresentata internazionalmente. Nonostante questo successo, l'opera è stata controversa; alcuni fin dall'inizio l'hanno considerata razzista.
Summertime è sempre stato il pezzo più conosciuto dell'opera, e innumerevoli interpretazioni di questo e altri singoli brani sono stati registrati ed interpretati. L'opera è ammirata per l'innovativa sintesi di Gershwin di tecniche orchestrali Europee con jazz e musica folk.
Nel 1991 l'impresario teatrale statunitense Peter Klein allestì una nuova produzione del musical per la compagnia Living Arts, Inc.. Il produttore ebbe l'incarico di portare l'opera in scena al teatro Colón di Buenos Aires. Lo spettacolo venne presentato per la prima volta in Argentina ed Uruguay nel 1992. Klein sviluppò la propria idea di produzione coadiuvato da Leopold Godowsky III, nipote di George Gershwin. Klein negoziò con gli eredi di Gershwin per ottenere il loro beneplacito apportando alcuni tagli alla colonna sonora originale. Il risultato portò ad una performance abbreviata (da 4 a meno di 3 ore di durata) e ad un numero ridotto di musicisti.

## Trama
Porgy and Bess è ambientato a Catfish Row, un sobborgo immaginario di Charleston, South Carolina, nel "recente passato" (circa 1930).

### Atto I
- Scena 1 - Catfish Row, un pomeriggio d'estate.

L'opera inizia con una breve introduzione, un pomeriggio in Catfish Row. Jasbo Brown intrattiene la comunità suonando il piano. Clara canta una ninna-nanna a suo figlio (Summertime) mentre dei lavoratori si preparano per una partita di dadi (craps). Il marito di Clara, Jake, prova la sua ninna-nanna (A Woman is a Sometime Thing) con scarso effetto. Porgy, uno zoppo mendicante, entra sul suo carrettino per organizzare il gioco. Entrano Crown, un malvivente, e la sua donna Bess, e il gioco comincia. Vi si aggiunge anche Sportin' Life, il fornitore locale di "happy dust" (cocaina) e di alcol di contrabbando.
Uno per uno, i giocatori vengono eliminati, e restano solo Robbins e Crown, che è estremamente ubriaco. Quando Robbins vince, Crown inizia a lottare e uccide Robbins. Crown fugge, dicendo a Bess di badare a se stessa. Molti dei residenti le sbattono la porta in faccia, tranne Porgy che le offre rifugio.
- Scena 2 - Stanza di Serena, la notte successiva.

I convenuti alla veglia funebre cantano uno spiritual per Robbins (Gone, Gone, Gone). Per raccogliere soldi per la sua sepoltura, un piatto è posto sul suo torace (Overflow). Entra un investigatore bianco e, in parlato, dice a Serena che deve seppellire presto suo marito, o il suo corpo sarà dato a studenti di medicina. Egli arresta Peter (un astante), che forzerà a testimoniare contro Crown. Serena lamenta la sua perdita in My Man's Gone Now.
L'impresario di pompe funebri entra e si accorda di seppellire Robbins purché Serena gli prometta di ripagarlo. Bess e il coro terminano l'atto con Leavin' for the Promise' Lan'.

### Atto II
- Scena 1 - Catfish Row, un mese dopo, mattino.

Jake e gli altri pescatori si preparano per il lavoro (It Take a Long Pull to Get There). Clara chiede a Jake di non andare e di venire ad un picnic, ma lui le ricorda che hanno assoluto bisogno di denaro. Questo fa cantare Porgy della sua visione della vita dalla sua finestra (I Got Plenty o' Nuttin'). Sportin' Life danza intorno, vendendo cocaina, ma presto si imbatte nell'indignazione di Maria (I Hates Yo' Struttin' Style). Giunge un avvocato fraudolento, Frazier, e farsescamente divorzia Bess da Crown.
Mentre il resto di Catfish Row si prepara per il picnic, Sportin' Life chiede a Bess di iniziare una nuova vita con lui a New York, ma lei rifiuta. Bess e Porgy sono ora soli ed esprimono il loro amore l'un l'altro (Bess, You is My Woman Now). Il coro rientra vivacemente poiché si preparano a partire per il picnic (Oh, I Can't Sit Down). Bess lascia Porgy indietro mentre escono per il picnic. Porgy riprende I Got Plenty o' Nuttin' energicamente.
- Scena 2 - Kittiwah Island, quello stesso pomeriggio.

Il coro si diverte al picnic (I Ain't Got No Shame Doin' What I Like to Do!). Sportin' Life mostra al coro la sua visione cinica della Bibbia (It Ain't Necessarily So), il che lo fa rimproverare severamente da Serena (Shame On All You Sinners!). Crown entra per parlare con Bess, e le ricorda che Porgy è "temporaneo". Bess vuole lasciare Crown definitivamente (Oh, What You Want Wid Bess?) ma Crown la costringe a seguirlo nel folto del bosco.
- Scena 3 - Catfish Row, una settimana dopo, poco prima dell'alba.

Jake parte per la pesca con il suo equipaggio, e Peter torna dalla prigione. Bess giace nella stanza di Porgy, delirante. Serena prega che l'afflizione di Bess sia sanata (Oh, Doctor Jesus). Strawberry Woman e Crab Man cantano i loro richiami in strada, e Bess presto si riprende dalla sua febbre. Bess parla a Porgy delle sue colpe (I Wants to Stay Here) prima di esclamare I Loves You, Porgy!. Porgy le promette di proteggerla da Crown. La scena si conclude con la campana d'allarme che segnala l'approssimarsi di una tempesta.
- Scena 4 - Camera di Serena, alba del giorno dopo.

I residenti di Catfish Row soffocano il suono della tempesta con le preghiere. Si sente bussare alla porta, e il coro pensa sia la Morte (Oh There's Somebody Knocking at the Door). Crown entra drammaticamente in cerca di Bess. Il coro tenta pregando di far andare via Crown, ottenendo solo che lui li pungoli con la non-Cristiana A Red-headed Woman Make a Choo-choo Jump its Track. Clara vede la barca di Jake capovolgersi nel fiume e corre fuori per cercare di salvarlo. Crown dice che Porgy non è un vero uomo, dato che non può andar fuori a salvarla dalla tempesta. Crown va egli stesso, e il coro termina la sua preghiera. Clara perisce nella tempesta, e Bess ora si prenderà cura della sua bambina.

### Atto III
- Scena 1: Catfish Row, la notte successiva

Un gruppo di donne piange Clara e Jake, che sono rimasti uccisi durante la tempesta (Clara, Clara, Don't You Be Downhearted). Quando cominciano a piangere anche Crown, Sportin' Life ride di loro ed è ripreso da Maria. Egli insinua che Crown potrebbe non essere morto, ed osserva che quando una donna ha un uomo, forse riuscirà a trattenerlo con sé, ma se ha due uomini, è altamente probabile che finirà da sola. Si sente Bess cantare la ninna nanna al suo bambino, di cui ora si prende cura (Summertime [reprise]). Appena fa buio a Catfish Row, Crown entra di nascosto per reclamare Bess, ma si scontra con Porgy. Ne segue una lotta alla fine della quale Porgy uccide Crown. Porgy esclama rivolto a Bess, You've Got a Man Now. You've Got Porgy!
- Scena 2: Catfish Row, il pomeriggio seguente

Il detective entra e parla con Serena e i suoi amici dell'omicidio di Crown e Robbins. Essi negano di sapere dell'omicidio di Crown, deludendo il detective. Avendo bisogno di un testimone per l'inchiesta, il detective interroga poi un nervoso Porgy. Quando Porgy ammette di conoscere Crown, gli viene ordinato di seguirlo per identificare il corpo di Crown. Sportin' Life dice a Porgy che i cadaveri sanguinano in presenza dei loro assassini, e che il detective userà questo per incastrare Porgy. Porgy rifiuta di identificare il corpo, ma viene portato via ugualmente. Bess è stravolta, e Sportin' Life mette in azione il suo piano. Le dice che Porgy resterà rinchiuso per parecchio tempo, e le fa presente che lui è l'unico rimasto. Le offre la sua cocaina, e nonostante lei rifiuti, la costringe a prenderla. Dopo che lei l'ha presa, lui le descrive un'immagine seduttiva della loro vita a New York. (There's a Boat Dat's Leavin' Soon for New York). Lei riguadagna le forze e rientra di corsa, chiudendogli la porta in faccia, nonostante lui abbia lasciato un pacchetto di cocaina sul gradino della porta.
- Scena 3 - Catfish Row, una settimana dopo

Un bel mattino, Porgy viene rilasciato dalla prigione, dove era recluso per oltraggio alla Corte per aver rifiutato di guardare il corpo di Crown. Ritorna a Catfish Row molto più ricco per aver vinto a dadi con i suoi compagni di cella. Fa doni agli abitanti, ed estrae un bellissimo vestito rosso per Bess. Non capisce perché sono tutti a disagio per il suo ritorno. Vede il bambino di Clara ora con Serena e capisce che qualcosa non va. Chiede di Bess. Maria e Serena gli dicono che Bess se n'è andata a New York con Sportin' Life (Oh Bess, Oh Where's my Bess?). Porgy decide di lasciare Catfish Row per cercarla. Prega di avere la forza, e parte per il suo viaggio (Oh, Lawd, I'm On My Way).

## Arrangiamenti sinfonici
Le musiche di scena dell'opera hanno costituito due suites per orchestra:
- Catfish Row: ultimata nel 1936 ed eseguita il 21 gennaio da Gershwin al pianoforte con l'Orchestra di Filadelfia diretta da Alexander Smallens. È composta da quattro altri movimenti oltre al primo che dà il titolo alla suite: Porgy Sings, Fugue, Hurricane, Good Morning, Sistuh.
- Symphonic Picture: arrangiata da Robert Russel Bennett nel 1942 ed eseguita dalla Pittsburgh Symphony Orchestra, diretta da Fritz Reiner nel 1943, consta di una sinossi in undici movimenti.

## Discografia parziale
- Porgy and Bess Highlights, Volumes 1 and 2 - con il cast originale del Broadway theatre 1940/1942 - Grammy Hall of Fame Award 1990.
- Porgy and Bess - Camilla Ella Williams/Lawrence Winters/Lehman Engel, Columbia 1951 - Grammy Hall of Fame Award 1976.
- Porgy & Bess - Orchestra di Cleveland/Lorin Maazel, Leona Mitchell, Sir Willard White, Barbara Conrad e Barbara Hendricks - 1975 Decca - Grammy Award alla miglior registrazione di un'opera lirica (1977)
- Porgy and Bess - John DeMain/Donnie Ray Albert/Clamma Dale/Houston Grand Opera - 1976 Rca Victor Red Seal - Grammy Award alla miglior registrazione di un'opera lirica (1978)
- Porgy and Bess - Lawrence Tibbett, Helen Jepson diretta da Alexander Smallens - Grammy Hall of Fame Award 2002.
- Porgy & Bess - Nikolaus Harnoncourt & Chamber Orchestra of Europe, RCA/Sony
- Porgy & Bess - Live Recording Sunday 21st September 1952, Titiania Palast Berlin - RIAS-Unterhaltungsorchester, Cab Calloway, Leontyne Price & William Warfield, Guild/BFM Digital
- Porgy & Bess - Sir Simon Rattle e London Philharmonic Orchestra, 1989 EMI/Warner